# Autorité générale des investissements (Arabie saoudite)
L'Autorité générale des investissements d'Arabie saoudite (Saudi Arabia General Investments Authority ou SAGIA) est le fournisseur de licences d'investissement étranger pour le Royaume saoudien. Elle a été créée par le gouvernement saoudien le 10 avril 2000 dans le cadre de mesures visant à officialiser le processus de libéralisation économique. L'organisme gouvernemental attribue des licences d'investissement en ligne et rend compte au président du Conseil économique suprême.

## Histoire
Avant 2000, l'Arabie saoudite n'avait pas réussi à attirer d'importants investissements étrangers dans les domaines des télécommunications, du transport et de l'énergie, bien que le Royaume soit le plus grand marché du Golfe.

### Création
Dans le but de libéraliser les programmes de commerce et d'investissement du pays, de diversifier l'économie et de rejoindre l'Organisation mondiale du commerce, le Conseil des ministres saoudiens a créé l'Autorité générale des investissements d'Arabie saoudite en avril 2000. À la suite de la Résolution no 2 du Conseil des ministres du 9 avril 2000, l'Autorité est créée en tant qu'instrument d'investissement du pays et vise à soutenir la croissance économique et aborder les questions d'investissement à l'échelle locale.

### Programme 10 x 10
Lancé de 2005 à 2010, l'objectif du programme « 10 x 10 » de la SAGIA est de placer l'Arabie saoudite parmi les dix premières destinations d'investissement mondiales d'ici 2010. La SAGIA a créé le Centre national de la compétitivité qui compare les performances du Royaume en matière d’opportunités d'investissement à plus de 300 indicateurs de compétitivité mondiale, évalués dans des publications telles que le rapport Doing Business de la Banque mondiale, le Global Competitiveness Report du Forum économique mondial et le World Competitiveness Yearbook de l'IMD.
Selon le rapport Doing Business de la Banque mondiale, l'Arabie saoudite est passée de la 67e position en 2005 à la 16e en 2009.

### Programme Villes économiques
Dans les villes en développement, plus d'un millier de zones franches ont été étudiées. Les soixante zones les plus performantes ont été analysées pour déterminer les facteurs clés de succès. Lancé en 2006, le programme Villes économiques est conçu pour favoriser une plus grande compétitivité, la création d'emplois et la diversification économique. Quatre nouvelles villes ont été identifiées et développées : la ville économique du roi Abdallah, la Cité économique de Jazan (en), la Cité économique du Prince Abdulaziz Bin Mousaed (en) à Hail et la Cité économique du savoir de Médine (en).

### Accord Pfizer
En octobre 2011, Pfizer signe un accord avec la SAGIA pour développer une usine de fabrication dans la Ville économique du roi Abdallah, sa première dans le Conseil de Coopération du Golfe. Le 22 juin 2016, la SAGIA émet une licence de négoce à Pfizer lui conférant la propriété étrangère immédiate et exclusive de sa filiale en Arabie saoudite avec la capacité d'importer, d'exporter et de négocier des produits, équipements et instruments de gros et de détail.

## Activités

### Description
La SAGIA a trois rôles : accroître la compétitivité du Royaume en tant que destination privilégiée pour les investisseurs, développer la qualité du service apporté aux investisseurs, et proposer de nouvelles opportunités d'investissement.
La SAGIA agit en tant que fournisseur de tous les services liés à l'investissement dans le Royaume : Services de conseil sur les opportunités d'investissement, services de liaison entre les entités nationales et les investisseurs, licences en ligne, sur les investissements internationaux et locaux, conformément au Plan de transformation nationale 2020.
En 2016, le plan Vision 2030 met en place une feuille de route impactant le développement et la diversification économique du Royaume. Le plan Vision 2030 a un triple impact sur les activités de SAGIA, via le Plan de transformation nationale 2020, le programme de partenariats stratégiques et le programme de privatisation.

### Forum global sur la compétitivité
Le Forum global sur la compétitivité (Global Competitiveness Forum) est un programme annuel organisé à Riyad par la SAGIA et auquel participent des chefs d'entreprise internationaux, des dirigeants politiques et des intellectuels. Sa mission est de sensibiliser et susciter l’intérêt autour des problématiques de compétitivité, en approchant la compétitivité comme un outil une solution clé aux défis économiques globaux.

## Gouvernance
Le conseil d'administration de l'Autorité comprend 14 directeurs des secteurs privé et public saoudiens. Les gouverneurs de SAGIA ont généralement des mandats de quatre ans. Ibrahim bin Abdul Rahman Al-Omar est le gouverneur de la SAGIA depuis le 23 avril 2017.